# 飯田市立上郷小学校
飯田市立上郷小学校（いいだしりつ かみさとしょうがっこう）は、長野県飯田市上郷飯沼にある公立小学校。

## 概要
上郷小学校は、長野県の南に位置する飯田市にあり、1912年（明治45年）上郷尋常小学校として開校、その後、 1993年（平成5年）市町村合併により飯田市立上郷小学校と改称する。2011年（平成23年）には創立100周年を迎えた。JR東海飯田線伊那上郷駅から徒歩約5分にあり飯田女子高等学校と隣接し、田畑も残る住宅地にある。周辺の標高は494メートル。

## 沿革
- 1912年（明治45年）[注記 1]- 上郷尋常小学校として開校
- 1941年（昭和16年）4月 - 国民学校令により上郷国民学校と改称
- 1947年（昭和22年）- 学校教育法施行により上郷村立上郷小学校と改称
- 1970年（昭和45年）4月1日 - 上郷村が町制施行に伴い、上郷町立上郷小学校と改称
- 1971年（昭和46年）- 新校舎建築起工式
- 1973年（昭和48年）- 新学校竣工式及び記念行事挙を行う
- 1993年（平成5年）7月1日 - 上郷町と飯田市との合併に伴い，飯田市立上郷小学校と改称
- 2006年（平成18年) - 校舎耐震補強工事完了

## 学校教育目標
やる気 思いやり

## 通学区域
- 飯田市
  - 上郷黒田、上郷飯沼、上郷別府[3]

## 進学先中学校
- 飯田市立高陵中学校[3]

### 注記
1. ↑  飯田市立小学校及び中学校を設置する条例では、「大正3年4月16日上郷村で設置」と記載されている